# 崇義駅
崇義駅（スンイえき）は大韓民国仁川広域市弥鄒忽区崇義洞にある、韓国鉄道公社（KORAIL）水仁・盆唐線の駅。駅番号は「K270」。

## 歴史
- 1937年8月5日 - 仁川港駅として開業[1]。
- 1948年6月1日 - 水仁駅に改称[2]。
- 1955年7月1日 - 南仁川駅に改称[3]。
- 1973年7月14日 - 廃止[4]。
- 2016年2月27日 - 水仁線再開業により崇義駅として開業[5]。
- 2020年9月12日 - 盆唐線との直通運転に伴い当駅は水仁・盆唐線の駅となる。また、駅番号がK262からK270に変更。

## 駅構造

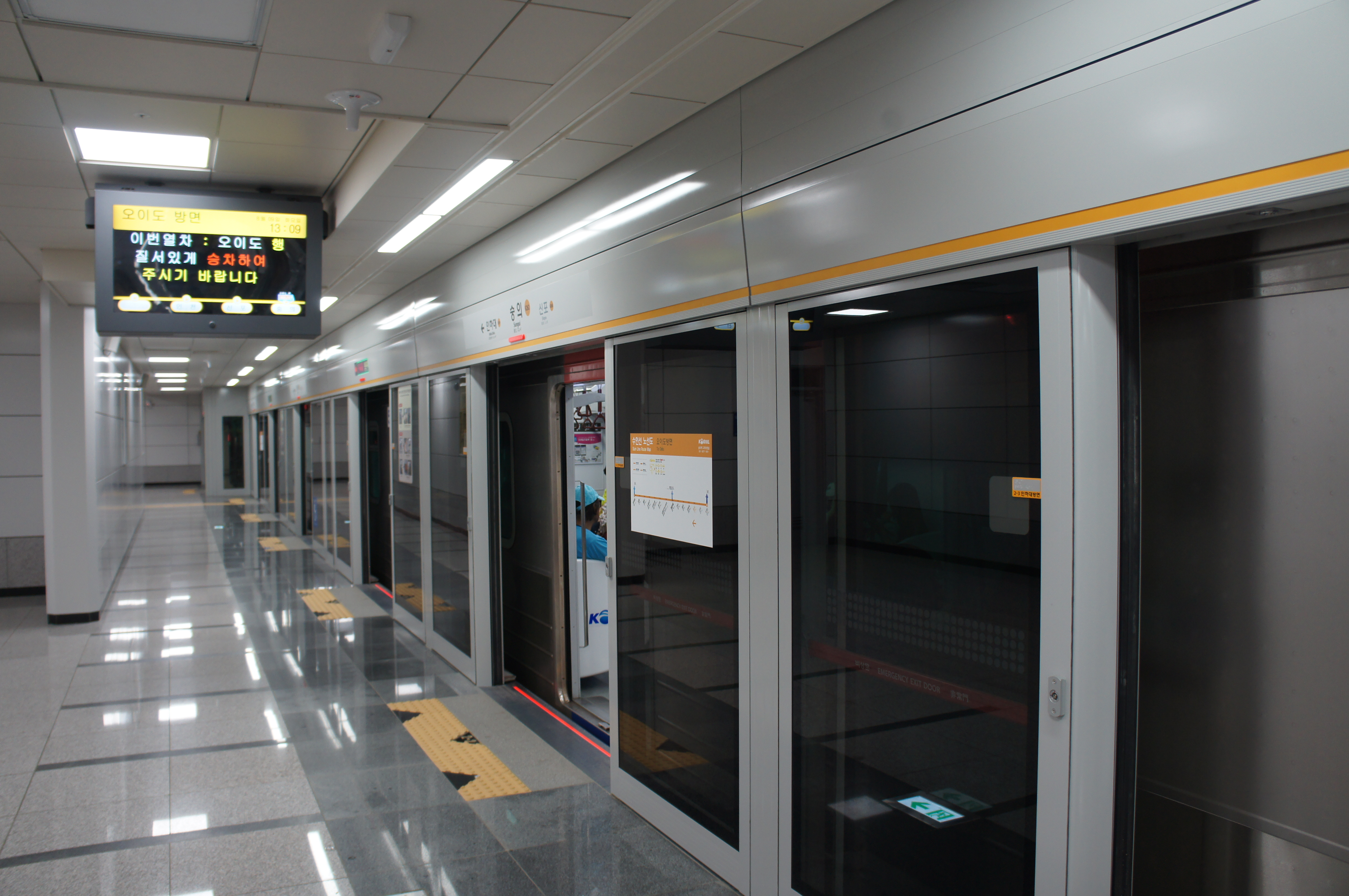
ホーム（2016年8月9日）

相対式ホーム2面2線の地下駅。

### のりば
| ↑ 仁荷大 |
| \| 1     |
| 新浦 ↓   |

| 1 | 水仁・盆唐線 | 新浦・仁川方面   |
| 2 | 水仁・盆唐線 | 松島・烏耳島方面 |

## 利用状況
近年の一日平均利用人員推移は下記のとおり。なお、2016年は開業日の2月27日から12月31日までの309日間の平均である。
| 路線         | 路線     | 2010年 | 2011年 | 2012年 | 2013年 | 2014年 | 2015年 | 2016年 | 2017年 | 2018年 | 2019年 | 出典  |
| ------------ | -------- | ------ | ------ | ------ | ------ | ------ | ------ | ------ | ------ | ------ | ------ | ----- |
| 水仁・盆唐線 | 乗車人員 | 未開業 | 未開業 | 未開業 | 未開業 | 未開業 | 未開業 | 2,627  | 3,232  | 3,449  | 3,945  | [ 6 ] |
| 水仁・盆唐線 | 降車人員 | 未開業 | 未開業 | 未開業 | 未開業 | 未開業 | 未開業 | 2,547  | 3,072  | 3,237  | 3,613  | [ 6 ] |
| 路線         | 路線     | 2020年 | 2021年 | 2022年 |        |        |        |        |        |        |        |       |
| 水仁・盆唐線 | 乗車人員 | 2,937  | 3,280  | 3,572  |        |        |        |        |        |        |        |       |
| 水仁・盆唐線 | 降車人員 | 2,744  | 3,071  | 3,313  |        |        |        |        |        |        |        |       |

## 駅周辺
- 仁荷大学校医学部付属病院（朝鮮語版）
- 弥鄒忽区庁舎
- 京仁高速道路仁川インターチェンジ（朝鮮語版）
- 第二京仁高速道路陵海インターチェンジ（朝鮮語版）
- 龍峴洞市外バス停留所（朝鮮語版）
- 仁川サッカースタジアム
- 仁川港湾公社（朝鮮語版）
- 仁川中央女子商業高等学校
- 光星高等学校

## 隣の駅
韓国鉄道公社
 水仁・盆唐線
急行
通過
緩行
仁荷大駅 (K269) - 崇義駅 (K270) - 新浦駅 (K271)